# Kirgizistans bandyförbund
Kirgizistans bandyförbund är det styrande organet för bandy i Kirgizistan. Huvudkontoret ligger i Bisjkek. 
Bandyförbundet i Kirgizistan grundades 2005 och blev medlem i Federation of International Bandy samma år.